# جانی دیکسون
جانی دیکسون (انگلیسی: Johnny Dixon؛ ۱۰ دسامبر ۱۹۲۳ – ۲۰ ژانویهٔ ۲۰۰۹) یک بازیکن فوتبال اهل بریتانیا بود. 